# Социал-демократическая рабочая партия Швеции
Социал-демократическая рабочая партия Швеции, часто просто Социал-демократы (швед. Sveriges socialdemokratiska arbetarepartiet, Socialdemokraterna) — шведская социал-демократическая политическая партия. В данный момент является старейшей (основана 23 апреля 1889 года) и самой многочисленной политической партией в стране.
На протяжении всей истории тесно сотрудничает с Центральным объединением профсоюзов Швеции. С 1917 года неизменно занимает первое место на выборах. Представители СДПШ возглавляли правительство Швеции в 1920, 1921—1923, 1924—1926, 1932—1936, 1936—1976, 1982—1991, 1994—2006 и 2014—2022 годах.
Входит в Прогрессивный альянс и Партию европейских социалистов. До 2017 года состояла также в Социнтерне.

## История

### Начало
Началом социал-демократического движения в Швеции считают речь, произнесенную Августом Пальмом 6 ноября 1881 в отеле «Стокгольм» в городе Мальмё. Он настаивал на необходимости введения всеобщего избирательного права (правом голоса на выборах обладали лишь мужчины с определённым уровнем дохода и имущества, которые составляли всего 5 процентов населения страны).
Социал-демократическая рабочая партия Швеции была основана как партия шведского пролетариата и секция 2-го Интернационала в 1889 году. С 1900 года профсоюзы получают коллективное членство в партии, численность которой уже составляет 44 тысячи человек. Если в 1896—1902 годах партия была представлена в риксдаге только одним депутатом (Яльмаром Брантингом), то уже в 1911 году СДРПШ завоевала 64 мандата (14,6 %), а с 1914 года стала сильнейшей фракцией в Риксдаге.

### Становление идеологииреформизма
С самого начала внутри партии велась борьба между ортодоксальными марксистами и ревизионистами. Молодёжное крыло, Шведский социалистический союз молодёжи, стояло на революционных позициях и даже примыкало к анархо-синдикализму, но было заменено Социал-демократическим союзом молодёжи, и в итоге сторонники «Молодых социалистов» были изгнаны из СДРПШ в 1908 году, создав Младосоциалистическую партию. В 1917 году от СДРПШ вновь отделились революционно настроенные активисты, создавшие Левую социал-демократическую партию, в 1921 году ставшую Коммунистической партией Швеции. Таким образом, окончательно обозначилось преобладание реформистской составляющей партии.
До 1925 года официальной целью шведских социал-демократов оставалась экспроприация средств производства, и они были враждебны к экономическим интересам сельского населения. Главными теоретиками реформизма стали Нильс Карлебю (1892—1926), Рикард Линдстрём (1894—1950), Эрнст Вигфорс и Пер Альбин Ханссон.
Карлебю, игравший до своей смерти ведущую роль в разработке новой программы социал-демократических реформ, в работе «Социализм: лицом к лицу с реальностью» (1926) подчеркивал, что шведский социализм уходит корнями в философию Просвещения. Отвергая Маркса, он призывал сделать основой социалистического учения гуманизм и закрепить в партийной программе преданность партии демократическим методам.
Председатель социал-демократического Союза молодежи Линдстрем написал работу о поражении социал-демократов на выборах 1928 года. Он подверг критике профсоюзы, пренебрегшие интересами фермеров и сельских наемных работников, призвал меньше уделять внимания различиям между социальными классами и создавать «народную партию», в которой социал-демократы будут следовать программе, основанной на здравом смысле.
После смерти Брантинга в 1925 году СДРПШ возглавил Пер Альбин Ханссон. В 1929 году Ханссон написал ряд программных статей, в которых обосновал свою концепцию «Дома для народа», предусматривавшую создание общества всенародного благоденствия путём осуществления социального партнёрства между рабочими и предпринимателями.

### Начало социальных реформ
Во время Великой депрессии в 1932 Пер Альбин Ханссон впервые возглавил правительство. Программа выхода из экономического кризиса Ханссона предусматривала увеличение социальных расходов, введение всеобщих пенсий, пособий по безработице, создание новых рабочих мест путём организации общественных работ, а также стимулирование экономики с помощью незначительного дефицита государственного бюджета. Министр финансов в кабинете Ханссона, Эрнст Вигфорс, ответственный за проведение этих преобразований, по сути проводил кейнсианскую политику ещё до публикации Дж. М. Кейнсом его книги Общая теория занятости, процента и денег.
На аргументах Линдстрема было основано соглашение 1933 года с правоцентристской партией «Фермерский союз», получившее шутливое название «коровья сделка», об образовании парламентской коалиции. Заключенное в атмосфере экономической депрессии, это соглашение потребовало от СДРПШ отказа от традиционных для неё поддержки свободы торговли и защиты интересов потребителей и высказаться за поддержание цен на шведскую сельскохозяйственную продукцию.

### Шведская модель
Непрерывно с 1936 по 1976 год партия формировала правительство, в разные периоды это было правительство большинства или меньшинства или коалиционное правительство. Умеренная политика шведских социал-демократов (т. н. шведский социализм) предусматривала рост социальных расходов без огосударствления экономики — все широко известные компании Швеции (ABB, Volvo, Saab, Electrolux, IKEA, Nordea и др.) никогда не были национализированы. Политолог С. Липсет отмечал:

Парадоксально, что так называемые буржуазные партии — либералы, центристы и консерваторы — за первые три года правления (1976—1979) национализировали больше промышленных предприятий, чем социал-демократы за предыдущие 44 года. Но вернувшись к власти в 1982 г., социал-демократы занялись приватизацией.
В 1970-е и в первой половине 1980-х годов лидером Социал-демократической партии был Улоф Пальме. Правительство Пальме расширило права профсоюзов на предприятиях, улучшило меры социальной защиты и условия труда. Пальме инициировал принятие новой конституции, упразднившей Тайный совет и сократившей церемониальные права монарха; создание Независимой комиссии по разоружению и безопасности («Комиссия Пальме») с целью поиска путей ускорения процесса разоружения; в 1983 он добился принятия Закона о создании инвестиционных фондов трудящихся, которые рассматривал как форму соучастия рабочих в управлении предприятиями.

## Современность
В 1990-е годы партия радикально изменила шведскую модель. Социал-демократическое правительство отменило все сельскохозяйственные субсидии и страна имела один из самых дерегулированных секторов сельского хозяйства в мире, дерегулировало рынок электроэнергетики, на нём появилась частная конкуренция (половина атомных электростанций в стране теперь принадлежит немецкой корпорации). Сферы телекоммуникаций, почтовых услуг и общественного транспорта были в значительной мере дерегулированы; государственные монополии упразднены, телефонная компания частично приватизирована. Ваучерная система позволила родителям определять, в какую школу они хотят отправить своих детей вне зависимости от района проживания. Благодаря усилиям профсоюзов врачей и медицинских сестер здравоохранение стало более открытым для частных инициатив (одна из крупнейших больниц Стокгольма — госпиталь Святого Йорана — стала частной компанией, котирующейся на фондовой бирже).
В это время произошло резкое падение членства в СДРПШ. Если в 1990 году в партии состояло более 1 млн членов — 12 % населения (в основном за счёт участия в профсоюзах, числившихся коллективными членами), то к 2014 году в партийных рядах осталось немногим больше 120 тысяч человек, половина из которых — пенсионеры. Партия более популярна на севере страны.
На внеочередном партийном конгрессе 17 марта 2007 лидером впервые была избрана женщина — Мона Салин. Через несколько месяцев после поражения партии на парламентских выборах 2010 года Мона Салин заявила, что оставляет пост председателя партии. 27 января 2012 на внеочередном Конгрессе Социал-демократической рабочей партии Швеции новым лидером был избран Стефан Лёвен.
После относительного успеха на парламентских выборах 2014 года социал-демократы сформировали коалиционное правительство во главе с премьер-министром Стефаном Лёвеном.

### Список депутатов, возглавляющих комитеты текущего Риксдага от партии
- Комитет по труду — Анна Йоханссон
- Гражданский комитет — Йохан Лёфстранд
- Комитет по делам ЕС — Оса Вестлунд
- Комитет по финансам — Фредрик Оловссон
- Комитет по обороне — Никлас Карлссон
- Комитет по вопросам правосудия — Фредрик Лунд Саммели
- Конституционный комитет — Ханс Экстрём
- Комитет по культуре — Лоуэн Редар
- Комитет по окружающей среде и сельскому хозяйству — Ханна Вестерен
- Комитет по бизнесу и промышленности — Хелен Хеллмарк Кнутссон
- Налоговый комитет — Йорген Хеллман
- Социальный комитет — Рикард Ларссон
- Комитет транспорта — Анна-Карен Зетерберг
- Комитет по вопросам обучения — Гунилла Сванторп
- Комитет по иностранным делам — Кеннет Дж Форслунд[7]

### Действующие депутаты Европарламента от партии
- Элен Фрицзон
- Йохан Даниэльссон
- Йитт Гутеланд
- Эрик Бергквист
- Эвин Инсир
- Илан Де Бассо

## Идеология
Партия стремится сформировать общество, основанное на идеалах демократии, равенстве всех людей, равных свободах, в том числе и экономических. Подразумевается, что демократия в одностороннем порядке сможет влиять на отношения людей, экономику и государство. В то же время, значительное внимание уделяется профсоюзам, политкорректности, социальным программам.

## Председатели партии
- 1889—1896 коллективное руководство
- 1896—1907 Клаэс Толин
- 1907—1925 Карл Яльмар Брантинг
- 1925—1946 Пер Альбин Ханссон
- 1946—1969 Таге Эрландер
- 1969—1986 Улоф Пальме
- 1986—1996 Ингвар Карлссон
- 1996—2007 Йоран Перссон
- 2007—2011 Мона Салин
- 2011—2012 Хокан Юхольт
- 2012—2021 Стефан Лёвен
- 2021—н.в. Магдалена Андерссон

## Премьер-министры
- Карл Яльмар Брантинг 1920, 1921—1923, 1924—1925
- Рикард Сандлер 1925—1926
- Пер Альбин Ханссон 1932—1936, 1936—1946
- Таге Эрландер 1946—1969
- Улоф Пальме 1969—1976, 1982—1986
- Ингвар Карлссон 1986—1991, 1994—1996
- Йоран Перссон 1996—2006
- Стефан Лёвен 2014—2021
- Магдалена Андерссон 2021—2022

## Результаты на выборах
- 1911: 28,5 %
- 1914 весна: 30,1 %
- 1914 осень: 36,4 %
- 1917: 39,2 %
- 1920: 36,1 %
- 1921: 39,4 %
- 1924: 41,1 %
- 1928: 37,0 %
- 1932: 41,1 %
- 1936: 45,9 %
- 1940: 53,8 %
- 1944: 46,6 %
- 1948: 46,1 %
- 1952: 46,1 %
- 1956: 44,6 %
- 1958: 46,2 %
- 1960: 47,8 %
- 1964: 47,3 %
- 1968: 50,1 %
- 1970: 45,3 %
- 1973: 43,6 %
- 1976: 42,7 %
- 1979: 43,2 %
- 1982: 45,6 %
- 1985: 44,7 %
- 1988: 43,2 %
- 1991: 37,7 %
- 1994: 45,3 %
- 1998: 36,4 %
- 2002: 39,9 %
- 2006: 34,9 %
- 2010: 30,7 %
- 2014: 31,0 %
- 2018: 28,3 %

## Организационная структура
Партия состоит из округов (distrikt), округа из рабочих коммун (Arbetarekommunen). Высший орган — съезд (partikongress), между съездами — правление (partistyrelse).
Округа
Округа соответствуют ленам. Высший орган округа — окружная конференция (distriktsårsmöte), между окружными конференциями — окружное правление (distriktsstyrelse).
Рабочие коммуны
Рабочие коммуны соответствуют коммунам. Высший орган рабочей коммуны — общее собрание рабочей коммуны (arbetarekommunens medlemsmöte), между общими собраниями рабочей коммуны — правление рабочей коммуны (arbetarekommunens styrelse).
Смежные организации
Смежные организации:
- Социал-демократический союз молодёжи Швеции (Sveriges socialdemokratiska ungdomsförbund)
- Социал-демократический союз женщин Швеции (Sveriges socialdemokratiska kvinnoförbund)
- Социал-демократический союз студентов (Socialdemokratiska studentförbundet)
- Социал-демократы за веру и солидарность (Socialdemokrater för tro och solidaritet)

Имеет общий с Центральной организацией профсоюзов Швеции, Союзом рабочего образования фонд «Время» (Tankesmedjan Tiden), до 2006 у неё был отдельный фонд «Идеи и тенденции» (Idé & Tendens). К партии близок Национальный союз «Молодых орлов» (Unga Örnars Riksförbund).
Социал-демократический союз молодёжи Швеции
Молодёжная организация СДРПШ — Социал-демократический союз молодёжи Швеции (Sveriges Socialdemokratiska Ungdomsförbund, SSU, СДСМШ). СДСМШ состоит из округов, округа из сообществ. Высший орган СДСМШ — съезд (Kongress), между съездами — правление (Förbundsstyrelse).
Округа СДСМШ
Округа соответствуют ленам. Крупные округа могут делиться на коммуны. Высший орган округа — окружное общее собрание (Distriktsårskonferens), между окружными общими собраниями — окружное правление (Distriktsstyrelse).
Печатные органы
До 2000 года центральный печатный орган — газета «Арбетет» («Arbetet»), до 1996 года — газета «Афтонбладет» («Aftonbiadet»), теоретический орган — журнал «Тиден» («Tiden»).